# Arnau Sala
Arnau Sala i Descals (Sant Fruitós de Bages, 20 de novembre de 1971) és un exfutbolista i entrenador català, que jugava com a defensa.

## Trajectòria

### Com a jugador
Sala va començar la seva carrera al CE Manresa, de la Tercera Divisió. L'any 1993 va fitxar pel Real Zaragoza B, de la Segona Divisió B. La temporada següent va fitxar per l'AEC Manlleu, també de Segona Divisió B. La temporada següent va fitxar per la UE Figueres, de la mateixa categoria, on hi va jugar 5 temporades seguides.
El 1999 va fitxar pel Córdova CF, de la Segona Divisió, on hi va jugar 2 temporades. L'any 2001 tornaria a fitxar per la UE Figueres, equip amb el qual aconseguiria arribar a la semifinal de la Copa del Rei. L'any 2002 va fitxar per dues temporades pel Girona FC, de la Tercera Divisió. El 2004 va fitxar pel CF Peralada, de la mateixa categoria, on va finalitzar la seva carrera de futbolista.

### Com a entrenador
Sala va començar la seva carrera d'entrenador a la UE Figueres, de la Primera Regional (actualment Segona Catalana), l'any 2010, aconseguint dos ascensos consecutius, a Primera Catalana i a Tercera Divisió. L'any 2013 va fitxar pel Girona FC B, de Tercera Divisió, però al desembre del mateix any va fitxar per la UE Olot, de la Segona Divisió B. El 2015 va fitxar pel CF Peralada, de la Tercera Divisió, aconseguint l'ascens a Segona Divisió B la temporada 2016/17. El desembre de 2017 va fitxar pel Nei Mongol Zhongyou FC, de la Segona Divisió xinesa.